# Slim Borgudd
Karl Edward Tommy Borgudd, mais conhecido como Slim Borgudd, (25 de novembro de  1946 – 23 de fevereiro de 2023) foi um automobilista sueco de Fórmula 1 que correu pelas equipes ATS e Tyrrell.
Antes de ser piloto, Slim era baterista, tendo inclusive feito trabalhos para o grupo sueco ABBA.
Slim Borgudd faleceu de Alzheimer aos 76 anos.